# 鐃鈸 (西樂)

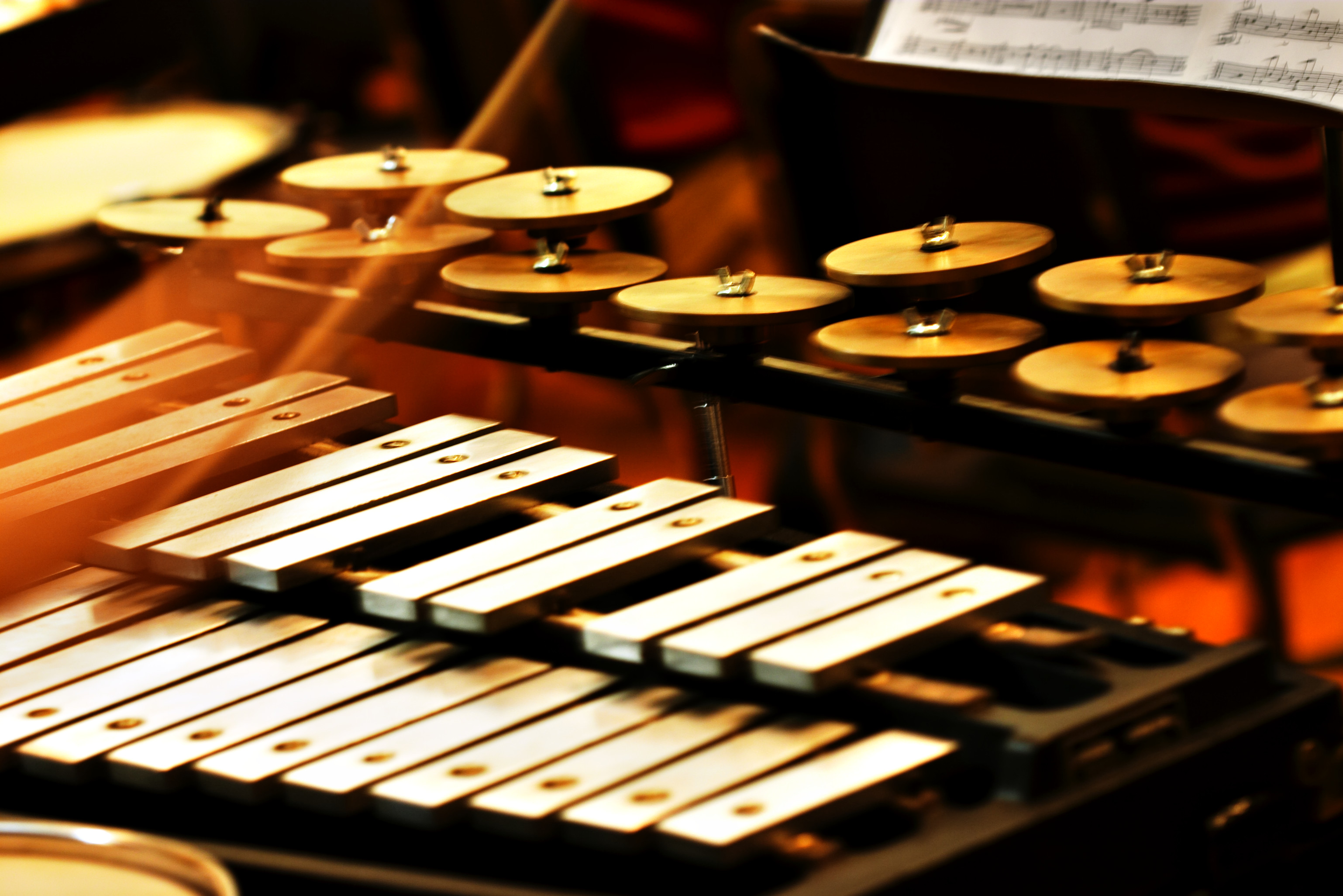
半音音階型鐃鈸 (右上方) 和鐘琴 (左下方) 都是有固定音高的敲擊樂器

鐃鈸（法語：（讀作 "kro-tah'-les"）），是一種有固定音高的西洋敲擊樂器，又稱「古鈸」。

## 背景
鐃鈸是一件相當古老的樂器。遠在公元前12世紀已經存在。愛爾蘭國家博物館內收藏了多件介於青銅時期(公元前1200-800)的古代樂器，當中便包括了一組類似鐃鈸的樂器。鐃鈸其實是一種以手指來擊奏的踫鈸，由兩塊小銅片，壓成碗形而成，後期後來則由碗形再演變成兩片稍為彎曲的銅板。大英博物館現時收藏有一套約公元前五世紀於希臘發掘出來的碗形鐃鈸，以及數個在公元前四世紀的機械式鐃鈸，它的外形有如一個夾子，兩端尾部裝上了一片的小鈸片，當按壓夾子時，藉此令小鈸踫撞而發聲。另外埃及的出士文物也發現過一套四款的鐃鈸，分別安裝在四支固定的金屬柄上。。
然後，在二千多年的轉變，鐃鈸均大致保持為「微型版踫鈸」的特點，但演奏方式則有所改變，由最初如踫鈸般互相撞擊鈸面而發聲，改成為只須互相撞擊鈸邊，產生清脆而音高的聲音。樂器生產商也開始製造有固定音高的鐃鈸，但仍然是以一對來發售的。
到了二十世紀，作曲家拉威爾、史特拉汶斯基開始使用多組不同音高的鐃鈸，因而令生產商靈機一觸，創造了一種新的型號，他們將不同大小的小圓鈸，按照不同的音高，如木琴、鐘琴般依鍵盤半音次序排列好，並裝於支撐架上。演奏方法亦不再以鈸片互相撞擊而發聲，而是改用硬頭琴棍敲打小圓鈸邊，聲音和鐘琴類近，但餘音較長，聲音亦較清脆。，半音制式的鐃鈸就這樣誕生了。

### 配備及記譜法
現時的半音鐃鈸，由一個八度至由兩組八度的小圓鈸所組合而成。音域由C6至C8。當中又以C7至C8較常用。實際音高比記譜高兩個八度，屬移調樂器。

## 相關樂曲
雖然鐃鈸有悠久的歷史，但真正在樂隊中使用，還是十九世紀末與二十世紀初的事。最先把鐃鈸應用在樂曲上的是德布西的交響詩《牧神的午後》。及後史特拉汶斯基的《春之祭》和芭蕾舞劇《婚禮》亦有用上。近代作品有约瑟夫·施万特纳的《敲擊樂協奏曲》第二樂章和柏特的《洛杉機交響曲》等。